# Jenny Runacre
Jenny Runacre (Ciudad del Cabo, Sudáfrica, 18 de agosto de 1946) es una actriz británica. Entre sus películas más conocidas figuran El reportero (1975), Los duelistas (1977), Jubilee (1978), The Lady Vanishes (1979) y The Witches (1990).

## Carrera
Runacre nació en Ciudad del Cabo, Sudáfrica. Se trasladó a Londres con su familia y asistió a clases de teatro en la capital británica, donde siguió el conocido Sistema Stanislavski.
Mientras estudiaba teatro participó en el casting de la película de John Cassavetes Maridos, en la que hizo un pequeño papel, junto a Ben Gazzara y Peter Falk. Más tarde, se unió al reparto de Oh Calcutta! en los escenarios londinenses. Runacre dejó la obra de teatro un año después para incorporarse a la película de Pier Paolo Pasolini Los cuentos de Canterbury. Luego trabajó para John Huston en El hombre de Mackintosh; a las órdenes de Robert Fuest en El programa final; con Michelangelo Antonioni en El reportero, y con Derek Jarman  en el filme Jubilee. También colaboró con la televisión británica en la serie Retorno a Brideshead.
En 2008, Jenny Runacre apareció en The Edge of Love.

## Filmografía
- Adiós, Mr. Chips (1969)
- Maridos (1970) – Mary Tynan
- Dyn Amo (1972)
- Los cuentos de Canterbury (1972) – Alison
- The Creeping Flesh (1973) – Emmanuel's Wife
- El hombre de Mackintosh (1973) – Gerda
- El programa final (1973) – Sra. Brunner
- Son of Dracula (1974)
- All Creatures Great and Small (1975) – Pamela
- El reportero (1975) – Rachel
- L'Évasion de Hassan Terro (1976)
- Joseph Andrews (1977) – gitana
- Spectre (1977) – Sydna
- Los duelistas (1977) – Sra. de Lionne
- Three Dangerous Ladies (1977) – Sra. Santander
- Jubilee (1978) – Elizabeth I / Bod
- The Sweeney (1978) episodio "The bigger they are".
- The Lady Vanishes (1979) – Sra. Todhunter
- Hussy (1980) – Vere
- Retorno a Brideshead (1981) - Brenda Champion
- Shadey (1985) – asistente
- That Englishwoman (1990) – Sra. Mary Hobhouse
- The Witches (1990) – Elsie
- Restauración (1995) – Sra. Painter
- The Edge of Love (2008)
- Boogie Woogie (2009) – Sra. Havermeyer
- Camberwell Beauty (2015) – Dominique
- Meet Pursuit Delange: The Movie (2015) – Sra. Haversham
- Perfect Piece (2016) – Sra. Di Grazia